# 30 de març
El 30 de març és el vuitanta-novè dia de l'any del calendari gregorià i el norantè en els anys de traspàs. Queden 276 dies per a finalitzar l'any.

## Esdeveniments
Països Catalans
- 1282 - Palerm, Sicília: Vespres Sicilianes.
- 1912 - Barcelona: S'estrena al teatre Catalunya de Barcelona La Verge del Mar, de Santiago Rusiñol.
- 1930 - Badalona: es funda el club de bàsquet Penya Spirit of Badalona, «La Penya».
- 1939 - Alacant: les tropes feixistes italianes entren a la ciutat en plena Guerra Civil Espanyola.[1] Amb les tropes franquistes creen el camp de concentració dels Ametllers.[2]

Resta del món
- 1492 - Els Reis Catòlics decreten l'expulsió dels jueus que no es converteixen al cristianisme.
- 1867 - Els EUA compren Alaska a l'imperi rus per 7,2 milions de dòlars.
- 1939 - EUA: es publica el nº27 de Detective Comics, on es produeix la primera aparició de Batman, per Bill Finger (guió) i Bob Kane (dibuix i tinta).
- 1951 - 
  - EUA - Remington Rand reparteix el primer UNIVAC I a l'Oficina de Cens dels Estats Units.
  - EUA - El matrimoni Julius i Ethel Rosenberg és declarat culpable de conspiració per cometre espionatge.[3]
- 1976 - S'empra oficialment per primera vegada el basc en un acte institucional després de la mort de Franco, concretament, en un ple de sessions de l'Ajuntament de Sant Sebastià.
- 1981 - Atemptat contra el president nord-americà Ronald Reagan.

## Naixements
Països Catalans
- 1843, Sant Feliu de Guíxols (Baix Empordà): Joan Goula i Soley, compositor, director d'orquestra i professor de cant
- 1885, Villena, Alt Vinalopó: Quintín Esquembre Sáez, compositor, guitarrista i violoncel·lista valencià
- 1889, Tuïr, Rosselló: Carles Grandó, narrador, dramaturg i poeta; i activista de la recuperació del català a la Catalunya Nord a inicis del segle XX
- 1915 - l'Hospitalet de Llobregat, Baix Llobregat: Francesc Sabaté Llopart, Quico Sabaté o El Quico, maqui català.
- 1921, Reus: Francesc Gras Salas, oftalmòleg català
- 1953, Barcelona: Mar Targarona, directora, guionista, productora de cinema i actriu catalana.[4]
- 1964, Torelló: Bet Font, biòloga i activista política catalana, ha estat diputada al Parlament de Catalunya.[5]

Resta del món
- 1135, Còrdova, Emirat Almoràvit: Maimònides, autor de la Mishneh Torah[6]
- 1697, Venècia: Faustina Bordoni, mezzosoprano italiana, una de les primeres grans prime donne[7]
- 1746, Fuendetodos, Aragó: Francisco de Goya y Lucientes, pintor espanyol[8]
- 1774, Lió: Claudina Thévenet, religiosa que fundà la Congregació de Jesús-Maria.[9]
- 1793, Buenos Aires (Argentina): Juan Manuel de Rosas, militar i polític argentí[10]
- 1830, París, Regne de França: Auguste Tolbecque, violoncel·lista francès.
- 1844, Metz, França: Paul Verlaine, poeta francès[11]
- 1853, Zundert, Brabant del Nord, Països Baixos: Vincent van Gogh, pintor i dibuixant postimpressionista neerlandès[8]
- 1856, Altdorf bei Nürnberg: Dora Hitz, pintora de la Secessió de Berlín 1924[12]
- 1872, Sant Petersburg: Misia Sert, pianista i musa de diversos artistes a començaments del segle XX[13]
- 1882: 
  - Viena: Melanie Klein, psicoanalista britànica d'origen austríac[14]
  - Schaffhausen, Suïssa: Emma Jung, psicoterapeuta i escriptora[15]
- 1900, Paniza, província de Saragossa, Espanya: María Moliner, bibliotecària i lexicògrafa[16]
- 1909, Viena, Imperi Austrohongarès: Ernst Gombrich, historiador de l'art austríac
- 1917, Makíivka: Els Aarne, compositora, pianista i professora de música estoniana[17]
- 1927, Schneeberg, Saxònia, República de Weimar: Egon Günther, director de cinema i guionista alemany.
- 1933:
  - Loucia, Las, San Amaro, Galícia, Espanya: Bautista Goyel Álvarez Domínguez, polític gallec.
  - Westlake Village, Califòrnia, Estats Units: Joe Ruby, animador, editor de televisió, escriptor i productor nord-americà, co-creador de la sèrie de dibuixos animats Scooby-Doo
- 1937, Richmond (Virgínia), Estats Units: Warren Beatty, actor, productor i director de cinema estatunidenc.[18]
- 1945, Ripley, Anglaterra: Eric Clapton, guitarrista.[19]
- 1948, Santa Cruz de Tenerife: Ana María Crespo de Las Casas, biòloga espanyola, professora i acadèmica de la RAC.[20]
- 1950, Cabezón de la Sal, Cantàbria: María Teresa Carrera i González, política catalana d'origen càntabre i resident a Tarragona, ha estat diputada al Parlament de Catalunya.[21]
- 1952, Rio de Janeiro: Ada Chaseliov actriu brasilera.[22]
- 1955, North Hollywood, Califòrnia: Rhonda Jo Petty actriu porno estatunidenca membre de l'AVN Hall of Fame.[23]
- 1957, Moscou, Unió Soviètica: Ielena Kondakova, cosmonauta, primera dona a fer un vol espacial de llarga durada.[24]
- 1959, Crailsheim, Baden-Württemberg, Alemanya: Sabine Meyer, clarinetista clàssica alemanya.[25]
- 1964, Cleveland, Ohio, Estats Units: Tracy Chapman, cantautora afroamericana guanyadora de quatre premis Grammy.[26]
- 1968, Charlemagne, Quebec, Canadà: Céline Dion, cantant quebequesa.[27]
- 1972, Istanbul: Ravza Kavakçı Kan, política turca.[28]
- 1976, Koper, Eslovènia: Mojca Kleva, política i científica política eslovena. esdevingué Membre del Parlament europeu.[29]
- 1979 - 
  - Ribadesella: Adriana Lastra Fernández, política asturiana.[30]
  - Nova York: Norah Jones, cantant, pianista i actriu americana.[31]
- 1982, Aranjuez, província de Madrid: Javier García Portillo, futbolista.
- 1986, Camas (Sevilla), Espanya: Sergio Ramos García, futbolista.
- 1991, Châteauroux, França: Gilles Sunu, futbolista.

## Necrològiques
Països Catalans
- 1893 - València: Constantí Llombart, escriptor valencià i activista valencianista.
- 1961 - Barcelona: Madame Renaud, modista de l'alta burgesia i noblesa de la Barcelona de finals del s. XIX (n. 1868).[32]
- 1965 - Barcelona: Maria Muntadas i Pujol, pintora, poetessa i concertista catalana (n. cap a 1900).[33]
- 2008 - Barcelona (Barcelonès): Salvador Escamilla i Gómez, radiofonista, cantant i actor català.
- 2011 - Barcelona: Júlia Coromines Vigneaux, metgessa i psicoanalista catalana (n. 1910).[34]
- 2013 - Barcelona: Montserrat Casas Ametller, doctora en Ciències Físiques i rectora de la Universitat de les Illes Balears (n. 1955).[35]
- 2021 - Barcelona: Maria Bofill, ceramista catalana (n. 1937).[36]

Resta del món
- 1774 - Darmstadt: Carolina de Zweibrücken-Birkenfeld, aristòcrata, una de les dones més influents del seu temps (n. 1721).[37]
- 1787 - Berlín: Anna Amàlia de Prússia, compositora i mecenes (n. 1723).[38]
- 1842 - París, França: Élisabeth Vigée Le Brun, pintora francesa (n. 1755).[39]
- 1852 - Parsonage, Monton, Anglaterra: John Henry Poynting, físic anglès.
- 1875 - Saint-Josse-ten-Noode, Bèlgica: Marie-Félicité Moke Pleyel, pianista belga (n. 1811).[40]
- 1889 - Roma: Rosa de Vries-van Os, soprano holandesa (n. 1824).[41]
- 1912 - Radebeul, Saxònia, Imperi Alemany: Karl May, novel·lista alemany (n. 1842).
- 1925 - Dornach, Suïssa: Rudolf Steiner, esoterista austríac, fundador de l'antroposofia (n. 1861).
- 1936 - Londres, Anglaterra: Conxita Supervia, mezzosoprano catalana (n. 1895).[42]
- 1949 - Buenos Aires, Argentina: Friedrich Bergius, químic alemany (n. 1884).
- 1950 - Jouy-en-Josas (França): Léon Blum, polític socialista francès (n. 1872).[43]
- 1955 - Bharatpur, Índia: Ylla, fotògrafa hongaresa (n. 1911).[44]
- 1960 - Atenes, Grècia: Eleni Lambiri, compositora i directora d'orquestra grega (n. 1889).[45]
- 1965 - Ocho Rios, Jamaica: Philip Showalter Hench, metge estatunidenc (n. 1896)
- 1966 - Florència, Itàlia: Jelly d'Aranyi, compositora i violinista hongaresa nacionalitzada anglesa (n. 1895).[46]
- 1985 - Donibane Lohitzune, País Basc: Xabier Galdeano, periodista basc.[47]
- 2002 - Windsor, Anglaterra: Elisabet Bowes-Lyon, reina d'Anglaterra (n. 1900).[48]
- 2009 - 
  - Porto, Portugal: Maria Curcio, pianista clàssica italiana (n. 1920).[49]
  - Mammoth Lakes, Estats Units: Andrea Mead-Lawrence, de soltera Andrea Mead, esquiadora estatunidenca (n. 1932).[50]

## Festes i commemoracions
- Onomàstica: sants Cèsar de Dyrrhacium; Cefas d'Icònium un dels Setanta deixebles; Quirí el Celador, màrtir; Règul d'Arle, bisbe; Règul de Senlis, bisbe; Joan Clímac, abat; Zòsim de Siracusa, bisbe; beats Amadeu IX de Savoia; Joaquim de Fiore, fundador de l'Orde dels Florians.